# 小田原市

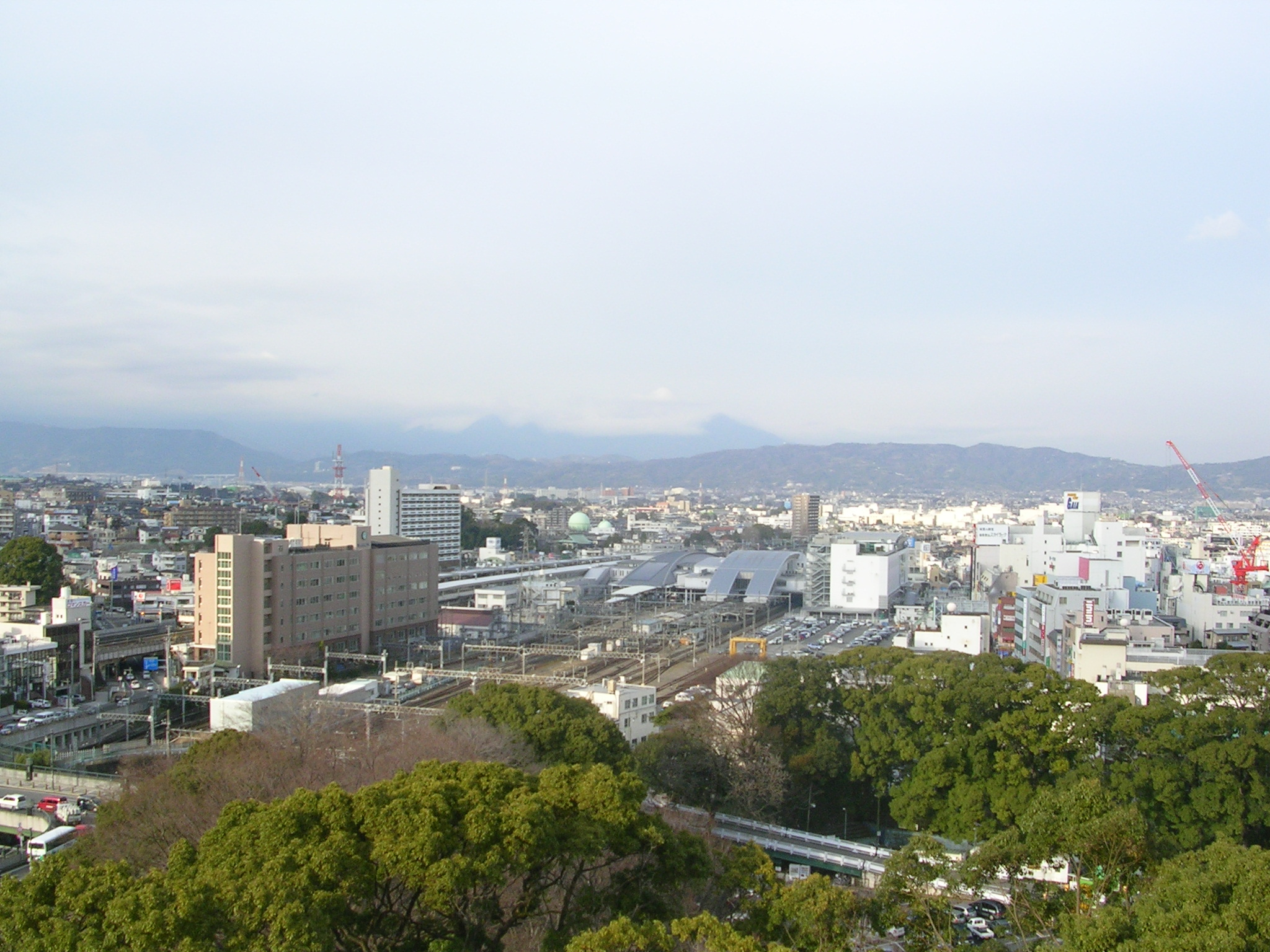
市中心

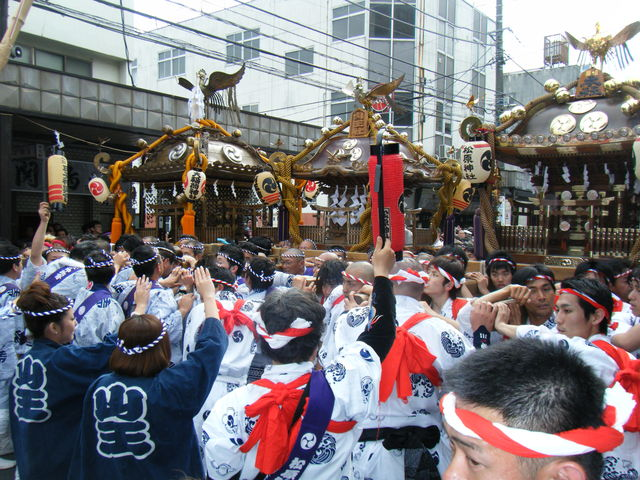
大稲荷山王

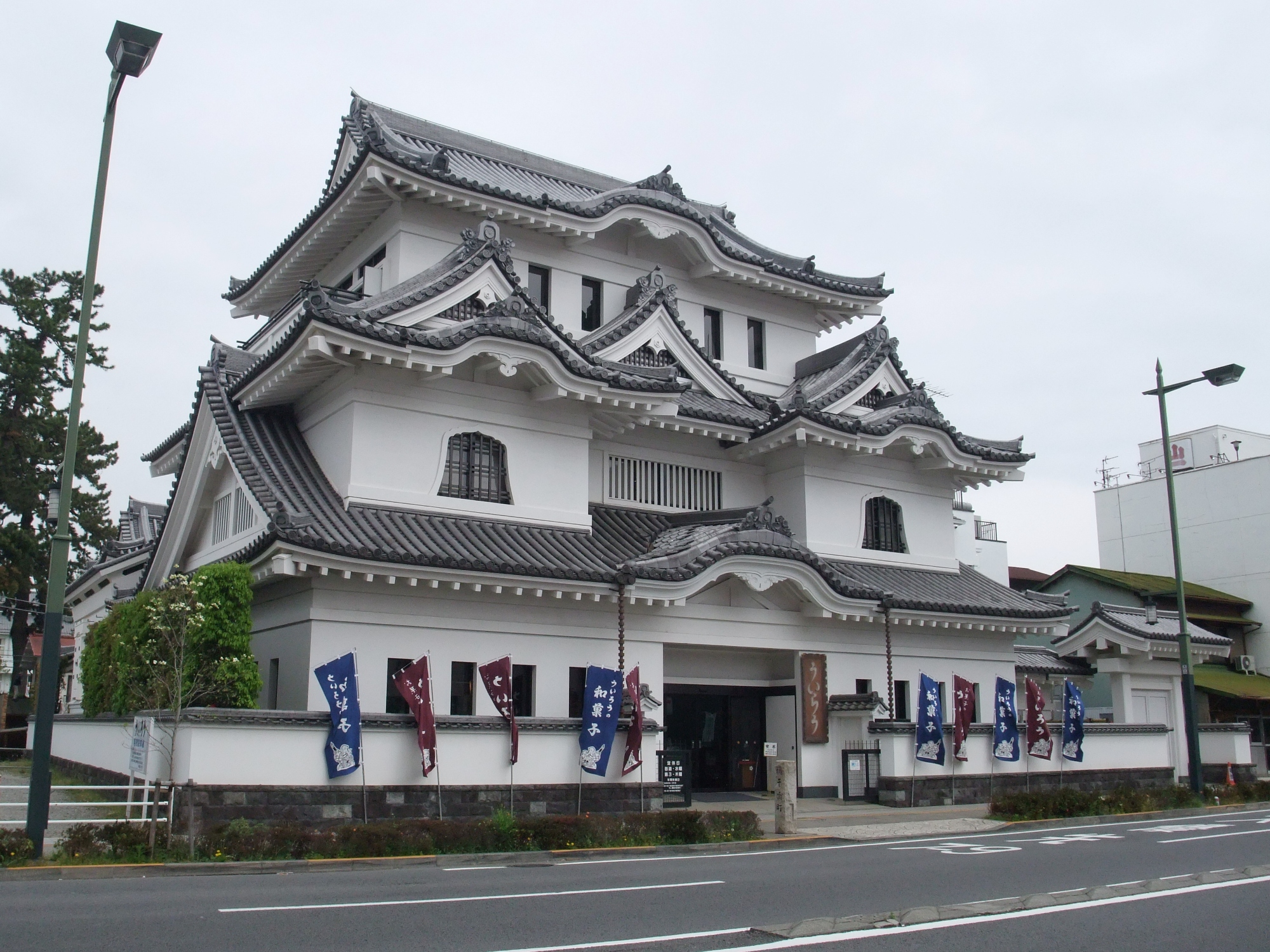
外郎製藥

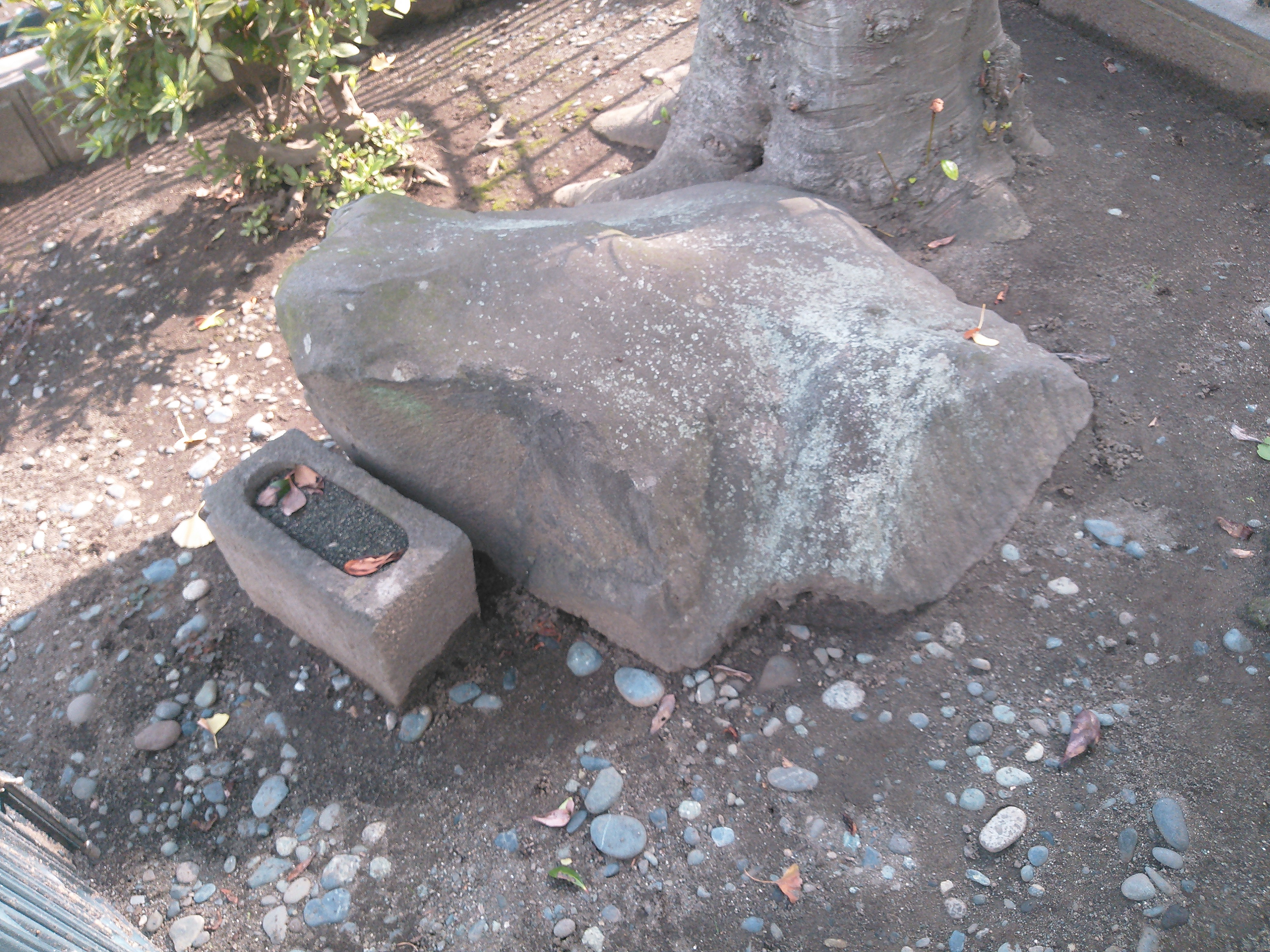
蛙石

小田原市（日语：／ Odawara shi */?）位於日本神奈川縣西部的一個城市，現為施行時特例市。設市前屬足柄下郡。

## 概要

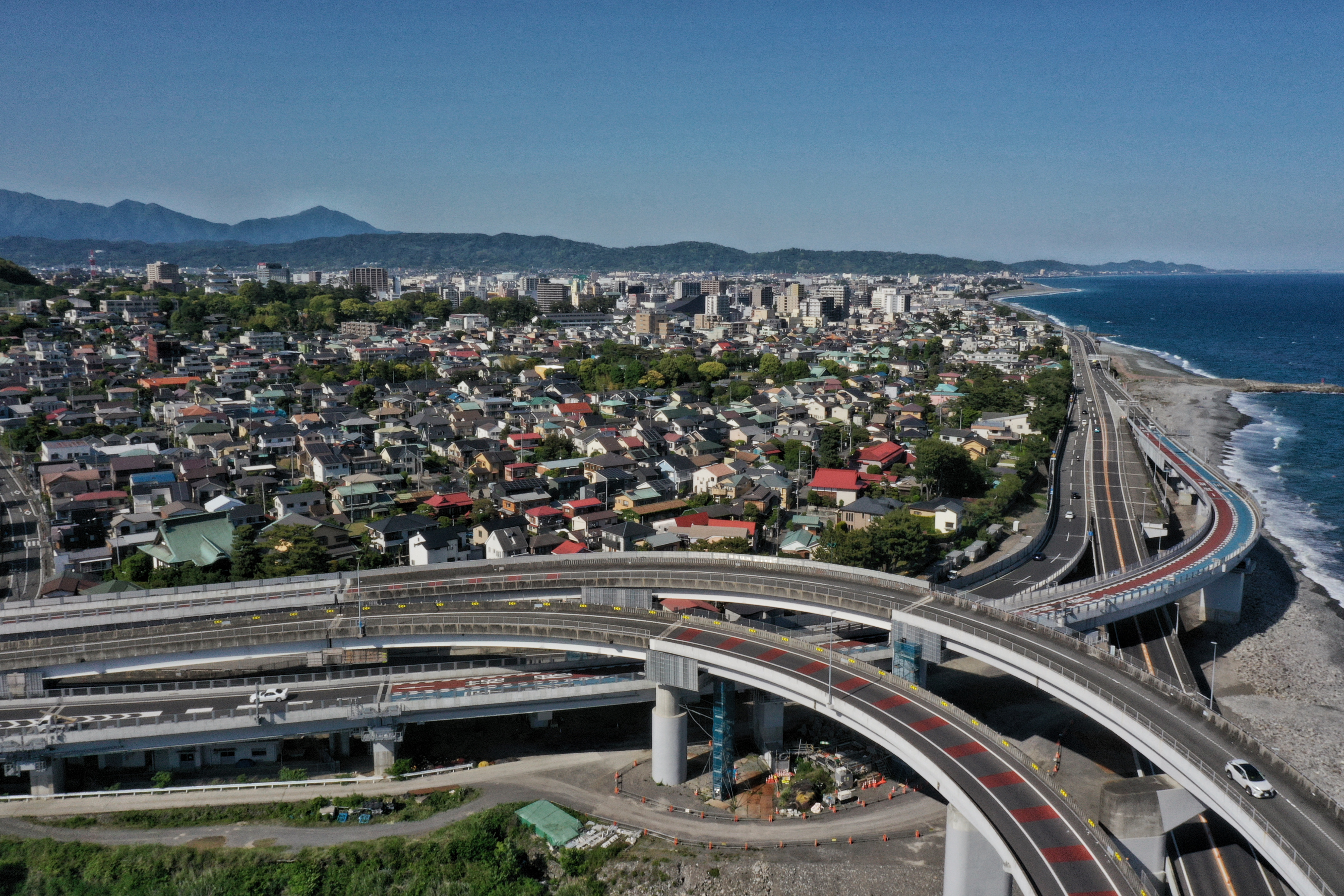
小田原市天际线（自西向东拍摄）

小田原市早於日本戰國時代已是一個繁榮的城市，當時是後北條氏小田原城的城下町。江戶時代作為小田原藩城下町——東海道其中一宿小田原宿而持續發展。從當時開始，本市已成為遊覽箱根的據點城市。直到1876年4月17日，本市一直是足柄縣（範圍包括現時神奈川縣西部和靜岡縣伊豆半島）縣政府所在地。至今仍是西湘地區的主要城市。

## 地理
小田原市位於神奈川縣西南部。以酒匂川流經的足柄平原為中心，東邊是大磯丘陵西南端的曾我丘陵，西邊是可通往箱根的死火山山地，南邊面對相模灣，沿岸設有一些小漁港。
小田原市對出的相模灣是相模海溝的起點，該海溝沿伊豆諸島北邊一直伸延至太平洋。由於該海溝是關東大地震的震央，因此本市政府一直致力教育民眾地震時的應變措施。
小田原市位處太平洋沿岸，屬太平洋側氣候。四季都氣候溫暖，但冬季的海風吹往陸地時會比較寒冷。

## 特產
| 果物・海産物   | 果物・海産物                                   |
| -------------- | ---------------------------------------------- |
| 蜜柑           | 国布津・片浦・前羽・下中・早川・下曽我・風祭。 |
| 梅             | 曽我是梅的產地。                               |
| 湘南黄金       | 全域                                           |
| 干物・蒲鉾     | 相模灣是豐富的漁場。                           |
| 肴             |                                                |
| 工芸品・民芸品 |                                                |
| 小田原漆器     | 國家指定的傳統工藝品。                         |

## 交通
自古以來，小田原市都是東海道的交通要衝。而現在小田原站也是神奈川縣的一個主要車站，並有多條路線（包括新幹線、在來線和私鐵路線）途徑。而小田原市也算是新幹線的發祥地之一——東海道新幹線開業前試驗用的路線（鴨宮試驗線，現在東海道新幹線的一部分）正是位於市內的鴨宮地區。
道路方面，雖然近年來已在市內陸續興建新道路，但地理上來往東京、橫濱和箱根、伊豆的交通必須途徑本市，因此在旅遊旺季的假期時市內各高速公路均出現大擠塞情況。

### 鐵路
東日本旅客鐵道
- 東海道本線：國府津站 - 鴨宮站 - 小田原站 - 早川站 - 根府川站

東海旅客鐵道
- 東海道新幹線：小田原站
- 御殿場線：下曾我站 - 國府津站

小田急電鐵
- 小田原線：栢山站 - 富水站 - 螢田站 - 足柄站 - 小田原站

箱根登山鐵道
- 鐵道線：小田原站 - 箱根板橋站 - 風祭站 - 入生田站

伊豆箱根鐵道
- 大雄山線：小田原站 - 綠町站 - 井細田站 - 五百羅漢站 - 穴部站 - 飯田岡站

除此以外，小田原市曾有路面電車經營。其中箱根登山鐵道的小田原市內線於1956年停辦。另外於1896年至1922年間，豆相人車鐵道和其後的熱海鐵道經營來往小田原和熱海的輕軌運輸路線。

### 巴士
- 箱根登山巴士
- 伊豆箱根巴士
- 富士急湘南巴士
- 神奈川中央交通

### 道路

#### 高速公路、收費道路
- 小田原厚木道路（小田原東IC - 荻窪IC - 小田原西IC）
- 國道1號西湘繞道（橘IC - 國府津IC - 小田原IC - 早川IC - 早川JCT - 小田原西IC - 箱根口IC、石橋IC）
- 小田原箱根道路（山崎IC - 箱根口IC）
- 國道1號箱根新道（小田原西IC）
- 箱根ターンパイク（小田原西IC）
- 國道135號真鶴道路（早川IC、石橋IC、早川口交差点）

#### 一般國道
- 國道1號（東海道）
- 國道135號
- 國道138號
- 國道255號
- 國道271號

#### 主要地方道路
- 神奈川縣道72號松田國府津線
- 神奈川縣道73號小田原停車場線
- 神奈川縣道74號小田原山北線

#### 一般縣道
- 神奈川縣道709號中井羽根尾線
- 神奈川縣道711號小田原松田線
- 神奈川縣道714號栢山停車場曾我線
- 神奈川縣道715號栢山停車場塚原線
- 神奈川縣道716號成田下曾我停車場線
- 神奈川縣道717號沼田國府津線（小田原環狀道路）
- 神奈川縣道718號鴨宮停車場矢作線
- 神奈川縣道719號鴨宮停車場線
- 神奈川縣道720號怒田開成小田原線
- 神奈川縣道724號早川停車場線

## 姊妹或友好城市
| 城市                       | 國家 | 締結日期 |
| -------------------------- | ---- | -------- |
| 日光市（栃木縣）           | 日本 |          |
| 岸和田市（大阪府）         | 日本 |          |
| 丘拉維斯塔（加利福尼亞州） | 美国 |          |
| 曼利（新南威爾斯州）       |      |          |

## 外部連結
官方
- 小田原市政府網站 （页面存档备份，存于）（日語）

觀光
 维基导游上有關小田原市的旅行指南
- 小田原市觀光協會 （页面存档备份，存于）（日語）
- Dokodoko（小田原市等店舖搜尋網站） （页面存档备份，存于）（日語）
- 0465.net（小田原市觀光情報） （页面存档备份，存于）（日語）

其他
- OpenStreetMap上有關小田原市的地理